# Klapy
Klapy jsou přírodní rezervace v katastrálním území obce Udiča v okrese Považská Bystrica v Trenčínském kraji na Slovensku. Území bylo vyhlášeno v roce 1993 a jeho rozloha je 6,22 hektaru. Předmětem ochrany je členitý skalní hřeben s výskytem teplomilných druhů rostlin a živočichů. Pro skalní biotopy je charakteristický původní výskyt borovice lesní (Pinus sylvestris). Území je součástí chráněné krajinné oblasti Strážovské vrchy.